# 石坂団十郎
石坂 団十郎（いしざか だんじゅうろう、1979年 - ）はドイツのボン生まれの日系ドイツ人チェロ奏者。特にビブラートを抑えたピリオド奏法を得意としている。

## 略歴
父親が日本人で母親がドイツ人のハーフ。ピアノ教師であった母親の影響もあって4歳でピアノを習い始める。チェロも5歳になるまでに始めた。1993年から1998年にかけて、ケルンでハンス・クリスチャン・シュヴァイカーに師事。1997年、アメリカ・インディアナ大学に招聘留学。その後、ベルリンハンス・アイスラー音楽大学でボリス・ペルガメンシコフの指導を受ける。2004年に日本デビューを飾って以降は、NHK交響楽団をはじめ数々の日本のオーケストラと競演している。2010年から、庄司紗矢香、佐藤俊介、磯村和英、小菅優らと新ダヴィッド同盟を結成し演奏会を開いている。2011年、ドレスデン音楽大学教授就任。

## 受章歴
- 1992年、第1回若い音楽家のためのチャイコフスキー国際コンクールにて最年少で特別賞受賞。
- 1998年、ガスパール・カサド国際チェロ・コンクール優勝。
- 1999年、第2回ヴィトルト・ルトスワフスキ国際チェロコンクール優勝。同時にルトスワフスキ特別賞受賞。
- 2001年、ARDミュンヘン国際音楽コンクール第一位。
- 2002年、第12回チャイコフスキー国際コンクールチェロ部門で第4位入賞。
- 同年、ウクライナ生まれのチェリストエマーヌエル・フォイアーマンの生誕100周年を記念し創設されたエマヌエル・フォイアーマン・コンクール第1回大会でグランプリを受賞。同時にマックス・レーガー特別賞受賞。
- 2006年、デビューCDの『チェロソナタ』がドイツ・フォノ・アカデミー主催のエコー・クラシック賞で「新進演奏家賞」を受賞。

## 使用楽器
使用楽器は、クローンベルク・アカデミーから貸与されている、ボリス・ペルガメンシコフが演奏に使っていた1997年製チェロ（ヴォルフガンク・シュナーベル作）。また、日本音楽財団から貸与されている、グレゴール・ピアティゴルスキー、ヤーノシュ・シュタルケルが演奏に使っていた1696年製チェロ「ロード・アイレスフォード」（アントニオ・ストラディバリ作）も使用している。